# Nissim dit Max
Pour plus de détails, voir Fiche technique et Distribution.
Nissim dit Max est un documentaire français coréalisé par Pierre Léon et Vladimir Léon, sorti en 2004.

## Synopsis
Les réalisateurs s'entretiennent avec les membres de leur famille, dont leur père, le journaliste et militant communiste Max Léon, ainsi qu'avec Jacques Rossi et Marina Vlady, à propos de leur engagement politique.

## Fiche technique
- Titre : Nissim dit Max
- Réalisation : Pierre Léon et Vladimir Léon
- Photographie : Sébastien Buchmann
- Son : David Rit et Martin Sadoux
- Montage : Françoise Tubaut
- Production : Les Pieds au mur
- Pays de production :  France
- Genre : documentaire
- Durée : 83 minutes
- Date de sortie : France - 6 juillet 2004

## Distribution
- Jacques Rossi
- Marina Vlady

## Sélection
- FIDMarseille2004[1]